# أنتوني ماكدويل
أنتوني ماكدويل (بالإنجليزية: Anthony McDowell)‏ هو لاعب كرة قدم أمريكية أمريكي، ولد في 12 نوفمبر 1968 في آوغسبورغ في ألمانيا.

## وصلات خارجية
- أنتوني ماكدويل على موقع مرجع كرة القدم المحترفة.كوم (الإنجليزية)